# جون آندره اینسوستی
جون آندره اینسوستی (اسپانیایی: Jon Ander Insausti‎؛ زادهٔ ۱۳ دسامبر ۱۹۹۲ ‏(۳۲ سال)) دوچرخه‌سوار اهل اسپانیا است.
از باشگاه‌هایی که در آن رکاب زده‌است می‌توان به تیم دوچرخه‌سواری بحرین–مریدا اشاره کرد.